# Rescaldina
Rescaldina es un municipio (comune) italiano dentro de la Ciudad metropolitana de Milán, región de Lombardía, con una población de 14.211 habitantes al 1 de enero de 2019. Está ubicada a una altitud media de 220 metros sobre el nivel del mar y a 25 kilómetros al noroeste de la capital de la provincia, Milán. 

## Historia
Los primeros rastros de presencia humana en el área del actual municipio de Rescaldina se remontan a la época romana, como lo demuestra un ara (altar) romano que se encuentra aquí. El ara probablemente se colocó cerca de la carretera romana principal que corría a lo largo de la parte superior de la orilla oriental del río Olona (valle de Olona). Después de haber permanecido durante varias décadas en la entrada del cementerio local, el ara ahora se coloca en el patio de la casa parroquial.
Probablemente el primer asentamiento agrícolo permanente (grangia) en el área del municipio actual fue hecho por los monjes cistercienses durante la Edad Media. Dos grandes pueblos rurales distintos crecieron en el área: Rescalda y Rescaldina.
Rescaldina fue elevada a parroquia por San Carlos Borromeo en el año 1570 y colocada dentro del Pieve de Legnano. Los habitantes del pueblo de Rescalda solicitaron la autonomía de su parroquia, que fue rechazada. Reaccionaron estableciendo una anualidad para sostener a un sacerdote que guiara a su comunidad; luego, la parroquia de Rescalda fue creada en el año 1608 y se colocó dentro del Pieve de Busto Arsizio. Este método de autoimpuesto para sostener a su sacerdote le dio a los habitantes de Rescalda el derecho de elegir a su párroco que fue mantenido hasta el Concilio Vaticano II. El último párroco fue elegido por la comunidad en 1959: Rescalda había sido la segunda última parroquia en ejercer ese derecho en la Diócesis de Milán.
Dos edificios en Rescaldina aún muestran los escudos de armas de los Visconti de Milán que respaldan la leyenda de un pabellón de caza de verano perteneciente a esa familia noble, por lo que ponen a Rescaldina bajo el control del Ducado de Milán desde el siglo XIII. Aunque nunca ha sido confirmada por documentos, la leyenda se usó como base del escudo de armas de la ciudad que describe a un lobo escapando de la torre principal de un castillo: representa el atrevido escape de un noble llamado Lupo da Limonta (Lupo significa lobo), que fue encarcelado en la torre actualmente ubicada en via Roma 7, que todavía muestra un escudo de armas de Visconti grabado en sus paredes. El episodio es narrado por Tommaso Grossi en la ópera "Marco Visconti": durante las disputas por el poder entre las familias Visconti y Sforza, el noble prisionero fue liberado por un bufón llamado Tremacoldo, gracias a una artimaña. Un día, Tremacoldo fue admitido en un torneo de justa sarracena, pero hizo posible que Lupo da Limonta lo reemplazara vestido para que nadie pudiera reconocerlo. Cuando comenzó el torneo, en lugar de dirigirse hacia la silueta del sarraceno, Lupo se escapó.
Una de las familias más importantes del pasado de Rescaldina fue la de los Lampugnano (o Lampugnani), que dominaron e influyeron en los acontecimientos del territorio durante unos tres siglos a partir del siglo XIV. Durante ese período, Rescalda tenía una población dos o tres veces mayor que Rescaldina. Durante los últimos siglos, la familia de los Melzi, desde la casa patricia de Legnano extendieron sus posesiones con una gran cantidad de terrenos y edificios en el municipio de Rescaldina como la Casa della Curti Granda, que fue utilizada como su residencia rural. En el año 1730, el Mailänder Kataster (catastro milanés) mostró que la mayoría del área de Rescaldina era compartida entre familias nobles. El censo del año 1807 mostró que Rescaldina tenía una población de 207 personas y Rescalda una población de 630, datos estáticos en comparación con lo que sabemos de los siglos de XVI a XVIII; de la misma manera, la economía agrícola de subsistencia que ya era característica de siglos anteriores persistió. Con la Unificación italiana, Rescaldina y Rescalda se fusionaron en el Municipio de Rescaldina y Rescalda se convirtió en una fracción, ya que todavía es.

## Evolución demográfica
| Gráfica de evolución demográfica de Rescaldina entre 1861 y 2011 |
|                                                                  |
| Fuente: ISTAT                                                    |

## Alcaldes
| Desde               | Hasta              | Alcalde           | Partido                              |
| ------------------- | ------------------ | ----------------- | ------------------------------------ |
| 13 de junio de 1999 | 7 de junio de 2009 | Donato Raimondi   | Lista Cívica                         |
| 8 de junio de 2009  | 25 de mayo de 2014 | Paolo Magistrali  | Centro-derecha                       |
| 26 de mayo de 2014  | 26 de mayo de 2019 | Michele Cattaneo  | Vivere Rescaldina (Centro-izquierda) |
| 27 de mayo de 2019  | ...                | Gilles Andrè Ielo | Vivere Rescaldina (Centro-izquierda) |

## Economía
La agricultura ha sido la principal ocupación de la población de Rescaldina hasta finales del siglo XIX. En el año 1830 se fundó la empresa textil Bassetti en Milán y en el año 1840 crearon su primera planta en el pueblo rural de Rescaldina. La planta se desarrolló rápidamente y, desde las primeras décadas del siglo XX, a partir de la mecanización de la planta textil en el año 1908 indujo la industrialización total de la ciudad, predominantemente en el sector textil, luego con la cadena de suministro para el mantenimiento y reparación de los telares, en el sector mecánico y después en el metalúrgico, específicamente para la fundición de hierro: una revolución de los ingresos en la economía del pueblo de Rescaldina. En la sede de Bassetti en Rescaldina alberga el museo de la Colección Zucchi, la colección más grande del mundo de bloques para la impresión manual en madera y metales, desde finales del siglo XVIII hasta 1935.
El 5 de octubre de 1887, la apertura de la línea ferroviaria Saronno-Busto Arsizio conecta Rescaldina con Milano y Novara, siendo su estación la primera después de Saronno hacia Novara. El ferrocarril fue construido por FNS, luego operado por Ferrovie Nord Milano (hoy Trenord) desde 1890. El 21 de septiembre de 1924 se abrió la primera autopista de peaje del mundo, la Autostrada dei Laghi: dos salidas en la sucursal A8 (Milano-Varese) sirven directamente a Rescaldina, y la salida más cercana en la sucursal A9 (Milano-Como Chiasso) está a solo 6 km. La presencia tanto del ferrocarril como de la autopista contribuyó en gran medida al desarrollo social y económico de la ciudad. La capacidad de trasladarse fácilmente a Milán, Varese, Como y Suiza creó nuevas oportunidades de trabajo y estudio para los habitantes.
A finales del siglo XX, Rescaldina experimentó los mismos cambios económicos que en su área más amplia (Alto Milanese): desde la industria manufacturera hasta la industria de servicios. Aunque se han desarrollado varias plantas pequeñas de tecnología avanzada en excelentes niveles, el mayor aumento de negocios se encuentra en el sector comercial con varios centros comerciales que aprovechan las salidas de autopistas cercanas en A8 y en A9, que también proporciona una conexión rápida a Suiza. La línea del ferrocarril se duplicó en la década de 1990 y también conecta Rescaldina con el aeropuerto de Milán Malpensa directamente.